# King David (manzana)
King David es el nombre de una variedad cultivar de manzano (Malus domestica). Esta manzana está cultivada en las colecciones de manzanas del CSIC. Esta manzana es originaria de Estados Unidos, descubierto en 1893 en un seto en el condado de Washington, Arkansas. Fue introducido en 1902 por "Stark Bros.", Louisiana. Las frutas tienen una carne bastante gruesa con un sabor subacido y ligeramente dulce. Muy cultivada comercialmente hace tiempo en la Comunidad autónoma de Cataluña, provincia de Gerona, donde tuvo su mejor época de cultivo comercial antes de la década de 1960. Su optimo de cultivo se encuentra en USDA Hardiness Zones mínima de 5 a máxima de 9. 

## Sinónimos
- "Manzana King David",[5]
- "Poma King David".[7][8]

## Historia
'King David' es una variedad de manzana, encontrada como una planta de semillero salvaje a lo largo de una hilera de cercas en la granja de Ben Frost en el condado de Washington, Arkansas en 1893. Si bien generalmente se acepta que el parental de la flor (madre) era la variedad 'Jonathan', se especula que el parental del polen (padre) sea 'Arkansas Black' u otro manzano sidrero. Fue introducido por "Stark Brothers Nursery" de Louisiana en 1902.
Variedad cultivada en Cataluña como variedad comercial desde hace un tiempo, cuyo cultivo conoció cierta expansión en el pasado antes de la década de 1960, pero que a causa de su constante regresión en el cultivo comercial, desplazada por nuevas variedades selectas foráneas, no conservaban apenas importancia y prácticamente habían desaparecido de las nuevas plantaciones en 1971. Así hay variedades tales como 'Camuesa de Llobregat' y 'Manyaga' que constituían en 1960 el 70% de la producción de manzana en la provincia de Barcelona y se encontraba la primera en otras nueve provincias y la segunda en seis y 'Normanda' que estaba muy difundida hasta 1960 entre los viveristas de Aragón (representaba el 25% de la cosecha en la cuenca del Jiloca). En 1971 Puerta-Romero y Veirat sólo encontraron 184 ha de “Manyaga” (el 31% con más de 20 años), 81 ha de “Camuesa de Llobregat” (el 36% con más de 20 años) y ya no citan al cultivar “Normanda”.
'King David' se cultiva en la National Fruit Collection con el número de accesión: 1943-006 y Accession name: King David.
Así mismo también está cultivada en la colección particular de manzanas de Cataluña "El pomari de l'Emili", comarca de la Selva zona del Montseny Gerona.

## Características

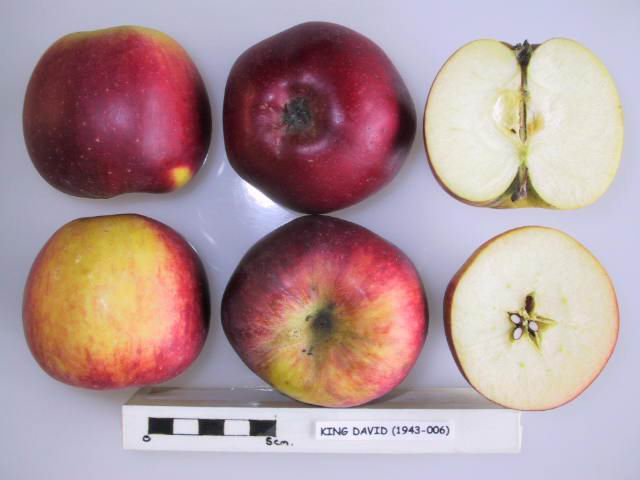
La manzana Kig David seccionada.

El manzano de la variedad 'King David' tiene un vigor alto; tubo del cáliz en forma de embudo corto o fusiforme, con los estambres insertos bajos, pistilo corto y fuerte.
La variedad de manzana 'King David' tiene un fruto de tamaño relativamente mediano; forma ovoide o tronco-cónica, más ancha que alta, con frecuencia rebajada de un lado, con contorno regular; piel lisa; con color de fondo amarillo intenso o verde, importancia del sobre color alto, color del sobre color rojo, distribución del sobre color chapa, presentando chapa rojo vivo pasando al granate oscuro que recubre casi toda la superficie dejando en
varios frutos sin cubrir la zona peduncular en donde se aprecia el fondo de un intenso amarillo o verde, acusa punteado pequeño, blanquinoso, más o menos visible, y con una sensibilidad al "russeting" (pardeamiento áspero superficial que presentan algunas variedades) muy débil; pedúnculo corto y ensanchado en su extremo, anchura de la cavidad peduncular estrecha, profundidad cavidad pedúncular profunda, de fondo limpio o con leve chapeado ruginoso, borde irregularmente ondulado, e importancia del "russeting" en cavidad peduncular débil; anchura de la cavidad calicina medianamente estrecha, profundidad de la cav. calicina poco profunda, fruncida en el fondo en forma de relieves
semejando una pequeña florecita, borde suavemente ondulado, y con importancia del "russeting" en cavidad calicina débil; ojo pequeño o mediano, cerrado o semicerrado; sépalos triangulares y puntas vueltas hacia fuera.
Carne de color crema amarillenta con fibras amarillas y junto a la epidermis teñida de rojo; textura crujiente, semi-jugosa, gruesa, aunque se suaviza durante el almacenamiento; sabor aromática, agradable ligeramente dulce, ligeramente ácido, picante y sidroso, que recuerda a otras variedades dedicadas a la elaboración de sidra; corazón pequeño bulbiforme; eje entreabierto; celdas alargadas o semi-arriñonadas; semillas algo alargadas y aplanadas de uno de los costados.
La manzana 'King David' tiene una época de maduración y recolección muy tardía, madura en invierno. Para obtener el mejor sabor, hay que cosecharla cuando el rojo cubra la mayor parte de la manzana, pero evitar dejarla demasiado tiempo en el árbol, ya que es propensa a desarrollar un núcleo de agua. En el almacenamiento, a menudo desarrollan una piel cerosa.

## Usos
Una manzana compleja, de múltiples aplicaciones:
- Para elaboración de sidra dura.
- Manzana de mesa para comer en fresco.
- Para la elaboración de pasteles y salsas.
- Cocinada, adquiere un atrayente color amarillo.
- Hace un excelente strudel de manzana.[10]

## Susceptibilidades
- Oidio: no presenta
- Moteado: no presenta
- Fuego bacteriano: no presenta
- Óxido del cedro y del manzano: no presenta.[10]